# 바흐알프호

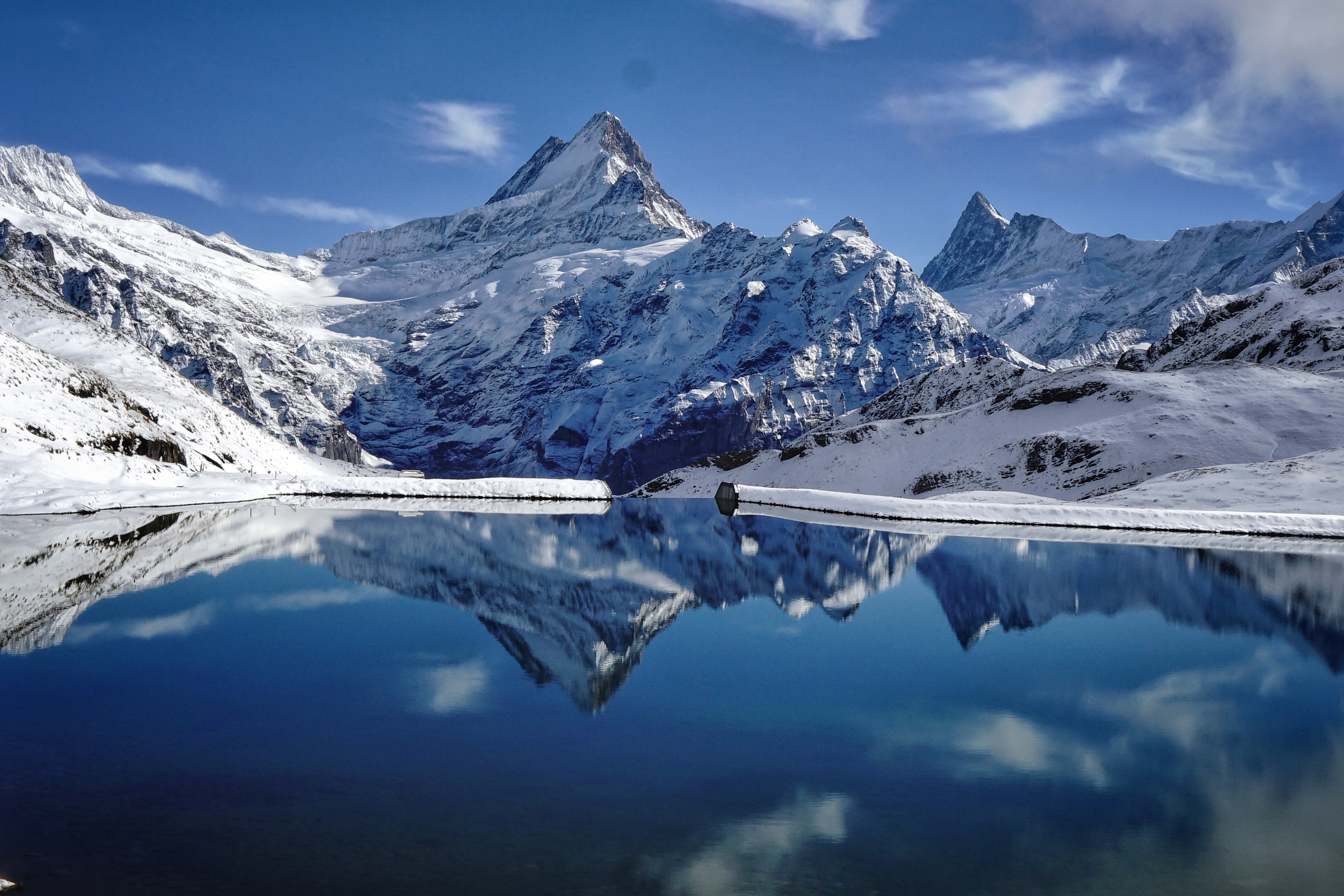
눈 덮힌 산을 배경으로 바흐알프 호수

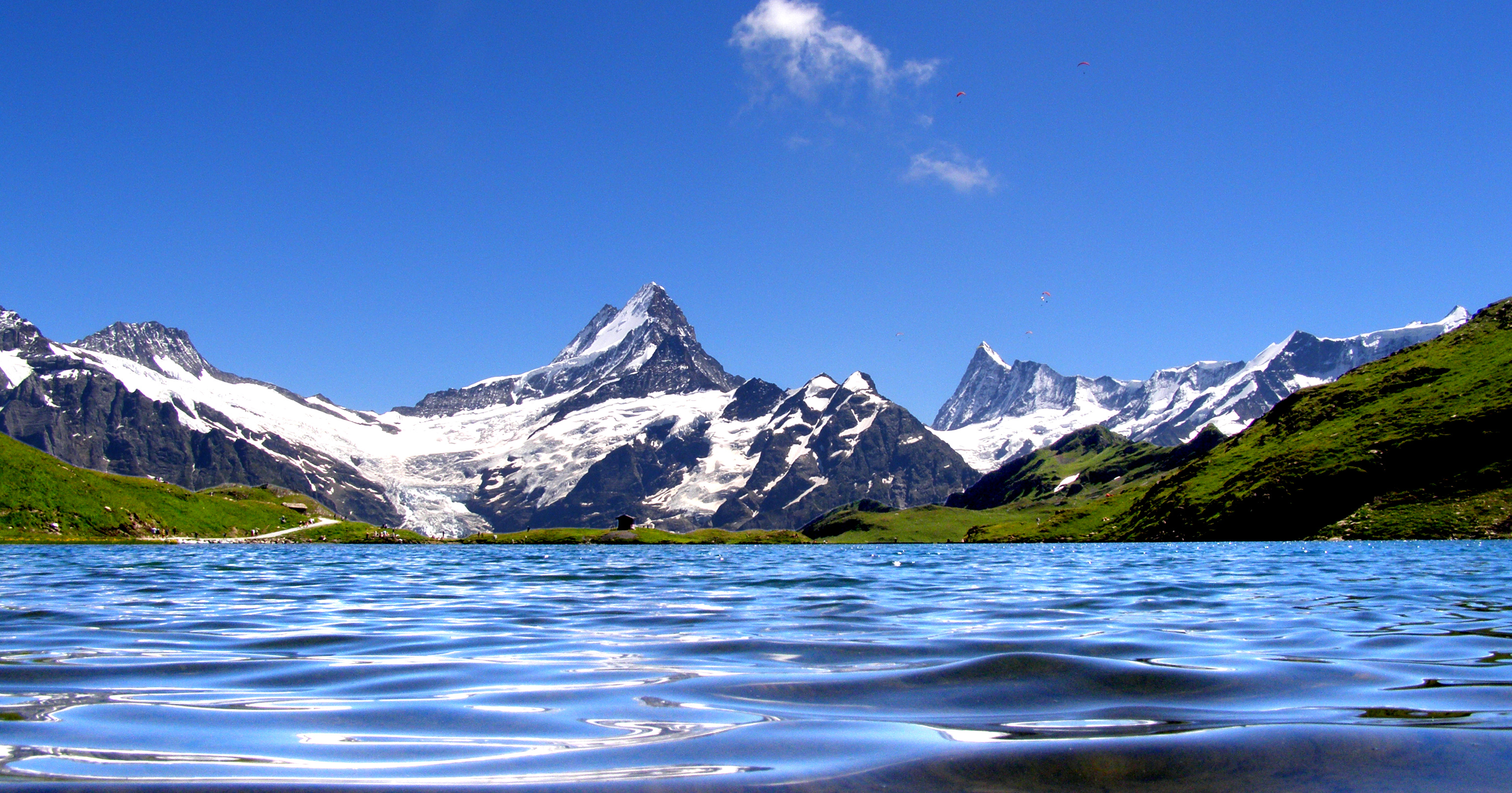
바흐알프 호수와 슈렉호른

바흐알프 호수(Bachalpsee, 바흐알프제) 또는 바흐제(Bachsee)는 스위스 베른고원의 그린델발트 위에 있는 피르스트(케이블카로 갈 수 있음)에 위치한 호수이다.면적은 8.06ha로 그다지 크지 않은 규모이다. 해발 2,265m에 위치한 호수는 자연 댐으로 나뉘며 호수의 작은 부분은 6m 낮다.
호수는 Gmail에서 산 테마 배경의 일부로 표시되기도 했다.(2013년 기준).
융프라우 지방을 대표하는 산악 리조트 지역인 그린델발트에서 곤돌라를 이용하여 피르스트로 올라가고, 그곳 제1 전망대에서 도보로 약 50분 거리에 위치한다. 독일어로 -제(see)는 호수를 의미하기 때문에 바흐알프 호수 또는 바흐 호수라고도 표기된다. 토사의 퇴적으로 호수는 2개로 나누어져 있다.
호수의 고도는 2,265m로 그린델발트 계곡을 가로질러 베터호른(Wetterhorn), 슈렉호른, 핀스터아어호른 등 베른 알프스의 산악 경관이 펼쳐진다.
피르스트로부터의 하이킹 코스는 고저차가 비교적 적고, 인기의 하이킹 코스가 되고 있다. 바흐알프제에서 파울호른을 경유하여 쉬니게 플라테까지 연결되는 긴 하이킹 코스도 있다.